# Erice Ansonica o Inzolia
L’Erice Ansonica o Inzolia è un vino DOC prodotto nell'area collinare circostante il territorio dell'agro ericino, i cui vigneti sono situati tra i 200 e i 650 metri d'altitudine, in parte dei comuni di Buseto Palizzolo, Erice, Valderice, Custonaci, Castellammare del Golfo, Trapani.
Tutti in provincia di Trapani.

## Vitigni con cui è consentito produrlo
- Ansonica o Inzolia minimo 85%
- altri vitigni a bacca bianca, non aromatici, idonei alla coltivazione della Regione Siciliana, fino ad un massimo del 15%.[1]

N.B. Ansonica ed Inzolia sono sinonimi

## Caratteristiche organolettiche
- colore: giallo paglierino con riflessi verdognoli;
- profumo: delicato;
- sapore: secco, fruttato, armonico con buona persistenza;

## Produzione
Provincia, stagione, volume in ettolitri
- nessun dato disponibile